# Донбасская операция (1941)
Донба́сская опера́ция — боевые действия с 29 сентября по 4 ноября 1941 года на территории Донбасса во время Великой Отечественной войны. Составная часть Донбасско-Ростовской стратегической оборонительной операции. В результате наступления немецкие войска заняли бо́льшую часть Донбасса и в начале ноября вошли в Ростов-на-Дону.

## Военно-стратегическая ситуация
В результате крупных поражений Южного и Юго-Западного фронтов РККА, к началу октября бо́льшая часть Украины была занята противником. 21 сентября немцы заняли Киев.

## Силы сторон
РККА
- Юго-Западный фронт (С. К. Тимошенко):
  - 6-я армия[b]
- Южный фронт (Д. И. Рябышев, с 5 октября — Я. Т. Черевиченко):
  - 12-я армия (СССР) (И. В. Галанин)
  - 18-я армия (СССР) (А. К. Смирнов)
  - 9-я армия (СССР) (Ф. М. Харитонов)

Вермахт
- 17-я армия (Штюльпнагель)
- 1-я танковая группа (Клейст)
- Дивизия СС «Лейбштандарт» (Зепп Дитрих)[c]

Румынские войска
- 3-я армия (Румыния)

## Ход боевых действий

### Южный фронт

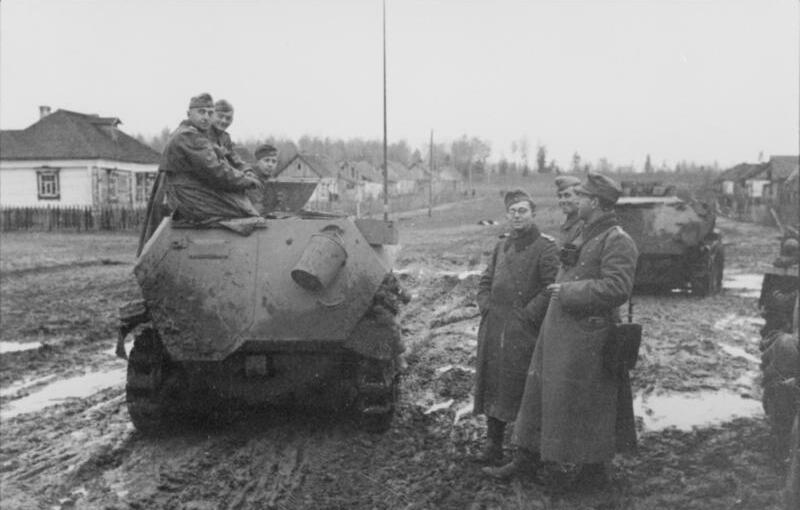
Солдаты Вермахта на легком бронетранспортере (Sd.Kfz. 250) на деревенской дороге в населенном пункте в России

На южном направлении Донбасс прикрывали 12-я, 18-я и 9-я армии Южного фронта. К началу октября войска фронта занимали оборону на линии (с севера на юг) Павлоград — Большой Токмак — Мелитополь — Молочный лиман (часть Азовского моря).

Окружение вермахтом частей РККА под селом Осипенко

5 октября 1-я танковая группа (ком. — Эвальд фон Клейст), вырвалась с плацдарма под Запорожьем и, прорвав оборону северного фланга Южного фронта, вышла в тыл советских армий. 7 октября танки Клейста соединились у села Осипенко с частями дивизии СС, наступавшими вдоль берега Азовского моря. Окруженные 18-я и 9-я армии РККА оказались прижаты к морю и понесли большие потери. В плен попало около 100 тыс. красноармейцев. Остатки советских армий, бросив тяжелое вооружение отступили на восток: 18-я армия — на Сталино, 9-я — на Таганрог.
В районе Таганрога советское командование спешно создало Таганрогскую оперативную группу в составе 3-х стрелковых и 3-х кавалерийских дивизий, двух военных училищ и полка НКВД (командир генерал-лейтенант Ф. Н. Ремезов), которой в тяжелых боях с 11 по 17 октября удалось сдержать немецкое наступление (хотя сам Таганрог был потерян)

### Юго-Западный фронт
24 октября пал Харьков. Несмотря на приказ Сталина, остатки советских войск откатывались на восток. Ставка ВГК приказала войскам Юго-Западного фронта занять оборону на линии (с севера на восток) Касторное — р. Оскол — Красный Лиман — Горловка — р. Миус.
Для защиты Донбасса была проведена срочная мобилизация шахтёров региона, но практических результатов это не принесло. Таким образом, оборонительная операция успеха не имела: к концу октября Донбасс был занят противником.

## Результаты
Противнику удалось окружить и разбить в Приазовье армии Южного фронта РККА и потеснить части Юго-Западного фронта на Харьковском направлении. Немцы вышли к Азовскому морю и вошли в Крым. Была занята бо́льшая часть Донбасса. В начале ноября части группы армий «Юг» начали наступление на Ростов.
Сокращение линии обороны позволило командующему Юго-Западного фронта С.К. Тимошенко вывести в резерв 10 стрелковых дивизий и два кавкорпуса. Северо-Кавказский военный округ получил приказ о формировании отдельной армии для обороны Ростова-на-Дону (56-я армия, ком. Ф. Н. Ремезов). Позднее эти силы были использованы для успешного контрнаступления на Ростов.
Для прикрытия подступов к Ростову-на-Дону был спешно создан Таганрогский боевой участок в составе трёх стрелковых дивизий. Войска заняли оборону на восточном берегу реки Миус от Успенской до Таганрога. Однако с подходом главных сил 1-й танковой армии вермахта советские войска снова были вынуждены отступить, и в начале ноября немцы вошли в Ростов.

### Координаты
1. ↑  Село Осипенко:46°54′54″ с. ш. 36°49′26″ в. д.HGЯO

## Комментарии
1. ↑  В окружение восточнее Киева попало от 300 до 500тыс. бойцов и командиров РККА (по разным данным)
2. ↑  6-я армия Юго-Западного фронта практически полностью погибла в окружении под Уманью Командующий армией И. Н. Музыченко попал в плен. 10 августа 1941 года армия была расформирована
3. ↑  Моторизованная дивизия СС «Лейбштандарт» была изъята из 11-й армии Манштейна, действовавшей в Крыму, что лишило последнюю подвижных соединений в наступлении на Севастополь. Именно дивизия СС первой вошла в Ростов в ноябре и стремительным броском захватила железнодорожный мост через Дон. Однако удержать город в 1941 году не удалось. Войска под командованием С. К. Тимошенко вскоре отбили город, что стало первой крупной победой Красной Армии в начальный период войны.
4. ↑  Командующий 18-й армией А. К. Смирнов отказался эвакуироваться самолетом и погиб.
5. ↑  Было призвано около 100 тыс. шахтёров[1].